# 博比·沃森
博比·沃森（英語：Bobby Watson，1930年3月22日—2017年1月31日），美国NBA联盟职业篮球运动员，司职控球后卫。沃森在1952年NBA选秀中被密尔沃基老鹰选中。1954年，曾代表明尼阿波利斯湖人比赛，之后被交换回密尔沃基老鹰，换下卢·希奇。
2017年1月31日逝世，享年86岁。